# Supertaça de Portugal 1979
La Supertaça de Portugal 1979 è stata la 1ª edizione in assoluto della Supercoppa di Portogallo (anche se ancora non a carattere ufficiale), l'annuale incontro di apertura della stagione calcistica portoghese che vede di fronte i vincitori della Primeira Divisão della stagione precedente e della Taça de Portugal (o la finalista di quest'ultima in caso il vincitore di campionato e coppa coincidano).
Nella Supercoppa del 1979 si affrontarono il Porto (campione della Primeira Divisão 1978-79) e i rivali cittadini del Boavista, detentori della Taça de Portugal.
L'incontro, disputato allo Stadio das Antas del Porto, venne vinto 2-1 dal Boavista grazie ad una doppietta di Augusto. La settimana successiva il trofeo fu consegnato al Boavista presso l'impianto casalingo, l'Estádio do Bessa.

## Le squadre
| Squadre  | Qualificazione                             | Partecipazioni precedenti     |
| -------- | ------------------------------------------ | ----------------------------- |
| Porto    | Vincitore della Primeira Divisão 1978-1979 | Prima partecipazione assoluta |
| Boavista | Vincitore della Taça de Portugal 1978-1979 | Prima partecipazione assoluta |

## Tabellini
| Arbitro: | Silva Pereira (Oporto) |

|                 |           |           |
| Augusto 1’, 72’ | Marcatori | 78’ Romeu |

| Boavista | Porto |

### Formazioni
| Boavista    |   |                    |     |     |
|             |   |                    |     |     |
| POR         | 1 | Luís Matos         |     |     |
| DIF         |   | António Taí        |     |     |
| DIF         |   | Adão da Silva      |     |     |
| DIF         |   | Artur Nogueira     |     |     |
| CEN         |   | Eliseu Ramalho     |     | 76’ |
| CEN         |   | Óscar              |     |     |
| CEN         |   | Ailton Ballesteros |     |     |
| CEN         |   | Manuel Barbosa ()  | 90’ |     |
| ATT         |   | Salvador Almeida   |     |     |
| ATT         |   | Júlio Augusto      |     |     |
| ATT         |   | Mário Moinhos      |     | 46’ |
| Sostituiti: |   |                    |     |     |
| DIF         |   | Queiró             | 82’ | 46’ |
| ATT         |   | Fernando Folha     |     | 76’ |
| Allenatore: |   |                    |     |     |
| Mário Lino  |   |                    |     |     |

| Porto              |   |                    |  |     |
|                    |   |                    |  |     |
| POR                | 1 | João Fonseca       |  |     |
| DIF                |   | Jacinto Simões     |  | 62’ |
| DIF                |   | Carlos Simões ()   |  |     |
| DIF                |   | Alfredo Murça      |  |     |
| CEN                |   | Quinito            |  | 46’ |
| CEN                |   | Rodolfo Reis       |  |     |
| CEN                |   | António Frasco     |  |     |
| CEN                |   | Romeu Silva        |  |     |
| ATT                |   | Fernando Gomes     |  |     |
| ATT                |   | José Alberto Costa |  |     |
| ATT                |   | Albertino Pereira  |  |     |
| Sostituiti:        |   |                    |  |     |
| ATT                |   | Duda               |  | 46’ |
| ATT                |   | Francisco Vital    |  | 62’ |
| Allenatore:        |   |                    |  |     |
| José Maria Pedroto |   |                    |  |     |